# Abbaye d'Inchcolm
L’abbaye d'Inchcolm  est une abbaye du Moyen Âge se trouvant au centre de l'île d'Inchcolm, dans le Firth of Forth en Écosse. Elle fut construite au XIIe siècle pendant l'épiscopat de Gregoir (en), évêque de Dunkeld. 

## Histoire
Certaines interprétations font remonter la fondation au règne d'Alexandre Ier d'Écosse (1107-1124), qui était probablement impliqué dans les affaires de l'île. Après un naufrage en 1123, il aurait échoué sur la rive et se serait abrité dans la masure occupée par un ermite. L'abbaye était tout d'abord un prieuré des chanoines de l'Ordre de Saint Augustin, et devint une abbaye en 1235. L'île fut attaquée à partir de 1296 par les Anglais, et l'abbaye abandonnée lors de la réforme protestante en 1560. Elle a depuis été utilisée dans des buts défensifs, bénéficiant d'une position stratégique importante au milieu du Firth of Forth. Il est inscrit au-dessus de l'entrée de l'abbaye: Stet domus haec donec fluctus formica marinos ebibat, et totum testudo permabulet orbem ("Puisse cette demeure se dresser jusqu'à ce qu'une fourmi mette à sec la mer fluide, et une tortue fasse le tour du monde").

## L'antiphonaired'Incholm
L'abbaye a donné son nom au manuscript du XIVe siècle auquel on se réfère comme l’antiphonaire d'Inchcolm  (livre liturgique catholique utilisé pour les heures canoniales, i.e. les prières). Il contient l'un des rares exemples restants de plain-chant celtique, et de nombreux chants dédiés à Saint Colomba d'Iona. Tandis que ces chants peuvent venir de nombreux autres monastères en association avec le culte de Colomba, tels que le prieuré d'Oronsay, on considère Incholm comme la source la plus probable de la compilation du manuscrit voire de sa composition. 

## De nos jours
L'abbaye d'Incholm est la demeure monastique à nous être parvenue dans le meilleur état : les cloîtres, la salle capitulaire et le réfectoire sont tous intacts, et il en va de même pour la plupart des autres bâtiments claustraux; la partie la moins bien préservée de l'ensemble est l'église. L'ensemble est géré par Historic Scotland, qui s'occupe également du centre d'accueil pour les visiteurs à proximité de l'embarcadère; il y a des frais d'entrée, et on peut se rendre à l'abbaye par le ferry depuis South Queensferry.